# Бахмацька вулиця (Київ)
Ба́хмацька ву́лиця — вулиця у Святошинському районі міста Києва, місцевість Новобіличі. Пролягає від вулиці Олега Мудрака до Олевської вулиці.
Прилучаються вулиці Рокитнянська, Рахманінова та Клавдіївська.

## Історія
Вулиця виникла у 1950-ті роки під назвою 402-га Нова. Сучасну назву отримала у 1953 році на честь міста Бахмач.